# Louchuan

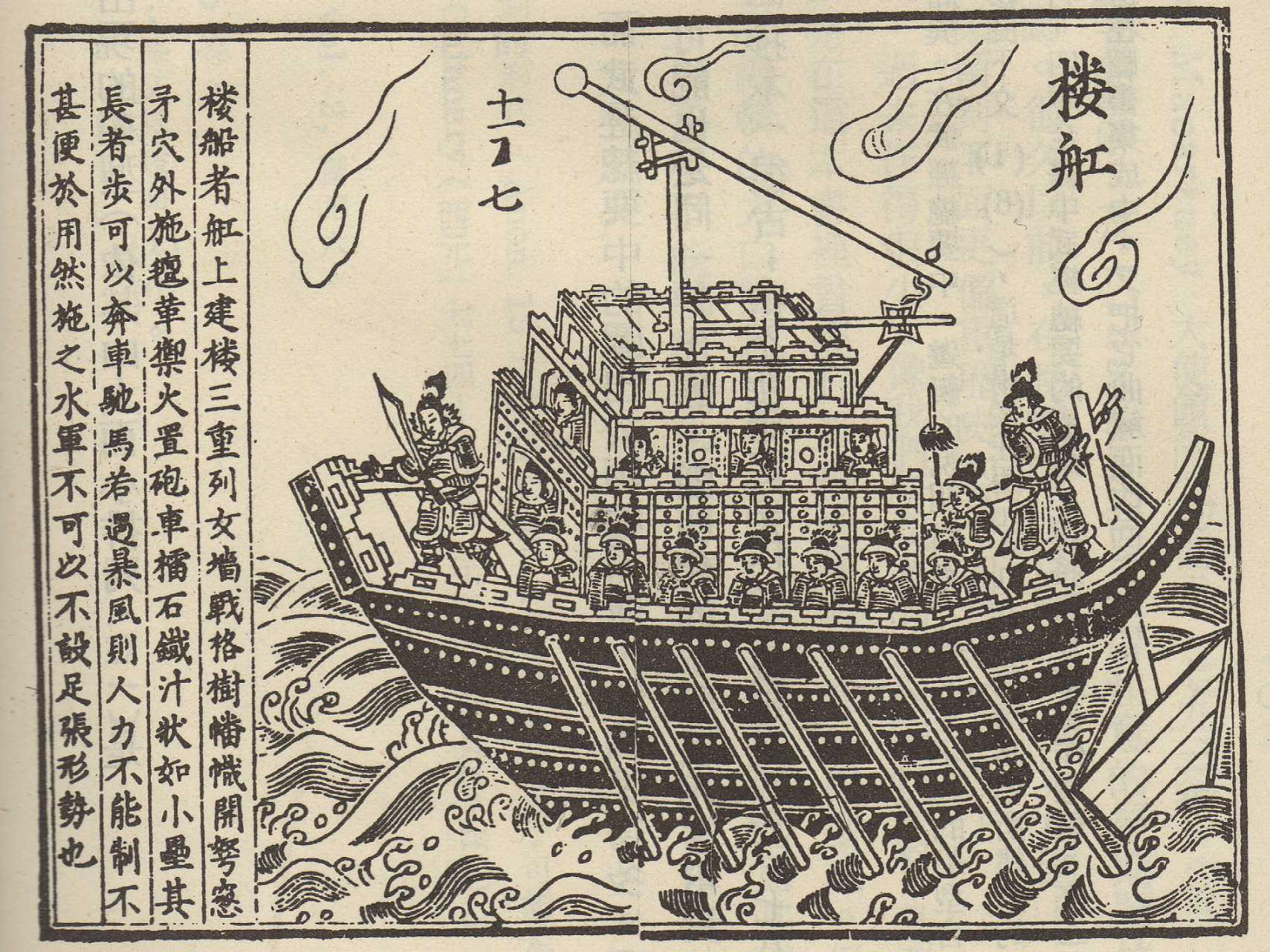
Um navio-torre da dinastia Song com uma catapulta trebuchet de tração Xuanfeng, tirada do Wujing Zongyao, 1044 AD

Louchuan (楼船, lit. navio-torre).  eram um tipo de embarcações navais chinesas, essecialmente uma fortaleza flutuante, que foi usada desde a dinastia Han. Foi planejado para ser um navio central na frota, o louchuan estava equipado para embarcar e atacar navios inimigos, bem como armas de cerco, incluindo trebuchetes de tração para combate à distância.